# Dendrobium emarginatum
Dendrobium emarginatum är en orkidéart som beskrevs av John William Moore. Dendrobium emarginatum ingår i släktet Dendrobium, och familjen orkidéer. Inga underarter finns listade i Catalogue of Life.